# 2006년 동계 올림픽 버뮤다 선수단
2006년 동계 올림픽 버뮤다 선수단은 이탈리아 토리노에서 개최된 2006년 동계 올림픽에 참가한 올림픽 버뮤다 선수단이다. 지난 대회까지만 해도 루지 선수로 참가하던 패트릭 싱글턴이 스켈레톤 선수로 참가하였다.

## 스켈레톤
| 선수          | 종목 | 결과    | 결과    | 결과    | 결과 |
| 선수          | 종목 | 1차시기 | 2차시기 | 총계    | 순위 |
| ------------- | ---- | ------- | ------- | ------- | ---- |
| 패트릭 싱글턴 | 남자 | 1:00.06 | 59.75   | 1:59.81 | 19   |

## 참조
- 올림픽 공식 결과 보관됨 2012-02-04 - 웨이백 머신
- 2006년 동계 올림픽 버뮤다의 공식 홈페이지